# Marie Müller (Fußballspielerin)
Marie Müller (* 25. Juli 2000 in Dortmund) ist eine deutsche Fußballspielerin.

## Karriere

### Vereine
Müller begann beim Dortmunder Stadtteilverein SV Westrich mit dem Fußballspielen und gelangte über den Hombrucher SV zu SuS Kaiserau, für den Verein sie zuletzt in der männlichen B-Jugendmannschaft spielte. Nebenbei besaß sie ein Zweitspielrecht für den VfL Bochum, für dessen Nachwuchsmannschaft sie in der B-Juniorinnen-Bundesliga Spiele bestritt. Im Sommer 2016 folgte der Wechsel zur B-Jugendmannschaft des SC Freiburg. Zur Saison 2017/18 rückte sie in die Erste Mannschaft auf und debütierte für diese am 25. März 2018 (15. Spieltag) beim 6:0-Sieg im Heimspiel gegen den 1. FC Köln mit Einwechslung für Klara Bühl ab der 78. Minute in der Bundesliga. Während ihrer Premierensaison im Seniorinnenbereich bestritt sie auch sieben Punktspiele für die Zweite Mannschaft in der 2. Bundesliga Süd und erzielte zwei Tore. Für den SC Freiburg kam sie in insgesamt 112 Pflichtspielen zum Einsatz. Im Februar 2024 wurde ihr sofortiger Wechsel zum Portland Thorns FC bekannt gegeben.

### Auswahl-/Nationalmannschaft
Vom 1. bis 4. Oktober 2015 kam sie als Spielerin der U18-Auswahlmannschaft des Fußball- und Leichtathletik-Verbandes Westfalens an der Sportschule Wedau in vier Spielen im Wettbewerb um den Länderpokal zum Einsatz, den sie mit ihrer Mannschaft, für die sie zwei Tore erzielte, auch gewann.
Bereits am 28. Oktober 2014 debütierte sie als Nationalspielerin für die U15-Nationalmannschaft, die in Glasgow das Freundschaftsspiel gegen die U15-Nationalmannschaft Schottlands mit 13:0 gewann. Bis zum 4. Juni 2015 folgten fünf weitere Länderspiele in dieser Altersklasse, die allesamt gewonnen wurden. In der am 3. Dezember 2014 in Wegberg in Freundschaft ausgetragenen Begegnung mit der U15-Nationalmannschaft Belgiens, erzielte sie beim 13:0-Sieg mit dem Treffer zum 9:0 in der 50. Minute ihr erstes Länderspieltor. 
Nach zwei Einsätzen für die U16-Nationalmannschaft im Jahr 2015 bestritt sie im Folgespieljahr elf Länderspiele für die U17-Nationalmannschaft, mit der sie an der vom 4. bis 16. Mai in Belarus ausgetragenen Europameisterschaft teilnahm, in allen fünf Turnierspielen eingesetzt wurde, zwei Tore erzielte und mit dem 3:2-Finalsieg im  Elfmeterschießen gegen die U17-Nationalmannschaft Spaniens die Europameisterschaft gewann. Im Turnier um die in Jordanien ausgetragene U17-Weltmeisterschaft im selben Jahr, gelangte sie mit ihrer Mannschaft bis ins Viertelfinale, das die U17-Nationalmannschaft Spaniens mit 2:1 für sich entschied. Mit der U19-Nationalmannschaft nahm sie an der vom 18. bis 30. Juli 2018 in der Schweiz ausgetragenen Europameisterschaft teil und debütierte für diese Altersklasse im ersten Spiel der Gruppe B beim 1:0-Sieg über die U19-Nationalmannschaft Dänemarks. Das erreichte Finale wurde gegen die U19-Nationalmannschaft Spaniens mit 0:1 verloren, wie auch das im Folgejahr erreichte mit 1:2 gegen die U19-Nationalmannschaft Frankreichs.
Am 24. Oktober 2024 nahm sie am ersten Spiel der kurz zuvor reaktivierten U23 teil; im Testspiel gegen Frankreich gelang ihr dabei mit dem Treffer zum 1:0 das erste Tor für die neu formierte Mannschaft. Im Februar 2025 wurde sie in die A-Nationalmannschaft nachnominiert und erlitt im Training einen Kreuzbandriss im rechten Knie.

## Erfolge
- DFB-Pokal-Finalist 2023
- Finalist U19-Europameisterschaft 2018, 2019
- U17-Europameister 2016
- U-18-Länderpokalsieger 2015 (mit der Auswahl Westfalens)

## Sonstiges
Müller nahm im Jahr 2013 als 12-jährige Kandidatin an der ARD-Spielshow Klein gegen Groß gegen Lars Ricken teil. Anlässlich des 10-jährigen Jubiläums der Spielshow, war sie erneut am 15. Oktober 2021 in einer vom NDR ausgestrahlten Dokumentation über die „unglaublichsten Geschichten der Kinder“ zu sehen. Dabei wurde auf ihren Werdegang von der Kandidatin bis hin zur Profi-Spielerin des SC Freiburg eingegangen.